# Angelo Camillo Decembrio
Angelo Camillo Decembrio (* 1415 in Mailand; † nach 1467) war ein italienischer Arzt, Schriftsteller und Übersetzer in Mailand und Neapel.

## Leben
Decembrio war der vierte Sohn des Uberto Decembrio († 1427), eines Philosophen, Dichters und Redners am Mailänder Hof des Gian Galeazzo Visconti und später des Giovanni Maria Visconti, und dessen Frau Caterina (geborene Marrazzi, † 1424), der Tochter eines Arztes aus Pavia. Seine älteren Brüder waren Modesto Decembrio († 1430), Pier Candido Decembrio (24. Oktober 1399–12. November 1477) und Paolo Valerio Decembrio († 1424). Er studierte für einige Zeit an der Schule des Gasparino Barzizza († 1431) in Mailand. Nach dem Tod der Eltern und ihrer beiden Brüder wurden die Beziehungen zwischen ihm und dem älteren Bruder Pier Candido sehr eng, da sich dieser auf eigene Kosten um die Ausbildung und Erziehung des Jüngeren kümmerte. So ging Decembrio mit dessen Unterstützung nach Ferrara, wo er sich in den Jahren 1430 bis 1438 aufhielt. Hier besuchte er die Vorlesungen des Mediziners Ugo Benzi und den literarischen Kreis des Humanisten Guarino da Verona an Hof der Grafen von Este. Im Jahr 1438 erkrankte er schwer und musste seine Studien unterbrechen und sich einer Operation unterziehen. Er war auch als Arzt tätig, galt als Kenner der alten Sprachen, tüchtiger Redner und beschäftigte sich intensiv mit der Erforschung der Behandlungsmöglichkeiten der Pest. Er war zudem mehrmals als Gesandter an auswärtigen Höfen eingesetzt.
Nach dem Tod des Markgrafen Leonello d’Este zog er nach Neapel und trat in die Dienste des Königs Alfons von Aragón ein. Nach dessen Tod ging er nach Spanien, um dort einige der Bibliotheken aufzusuchen und erwarb eine große Anzahl an Schriftstücken. Auf der Rückreise von Spanien nach Italien wurde er in Provence Opfer eines Überfalls durch den Grafen Johann von Armagnac und all seine wertvollen Bücher, Kleidungsstücke und die mitgeführten Einrichtungsgegenstände gingen verloren, darunter griechische und lateinische Klassiker. Er kehrte an den Hof von Ferrara zurück und diente nun dem Herzog Borso d’Este. Er wandte sich um 1466 an diesen, um Unterstützung für die Herausgabe seiner geraubten Güter zu erhalten. Er fertigte dafür auch eine Liste der verloren gegangenen Manuskripte. Der Herzog wandte sich daraufhin an Galeazzo Maria Sforza, den Herzog von Mailand, der seinen Botschafter in Frankreich beauftragte, sich dieser Sache anzunehmen. Im November 1466 reiste Decembrio nach Burgund. Er hatte 1467 eine Einladung der Universität Perugia erhalten, den neu eingerichteten Lehrstuhl für Griechisch zu übernehmen.

## Werke (Auswahl)
- De cognitione et curatione pestis. Pavia 1505 (Latein, auch in einem medizinischen Sammelband erschienen In: Vatikan, Biblioteca Apostolica Vaticana. Ongolstadt, Freising 1514 doi:10.11588/diglit.11010).
- De politia litteraria. Augsburg 1540 (Latein).
  - Johann Herwagen (Hrsg.): Angeli Decembrii Mediolanensis, oratoris clariss. De politia literaria libri septe[m] : multa & uaria eruditione referti : ante annos centum scripti, & nunc tandem ab infinitis mendis repurgati, atque omnino rediuiui. Basel 1562 (Latein, archive.org – Überarbeitete Neuausgabe).
- Regulae Graecae (Latein)